# Carretera Estatal de Idaho 7
La Carretera Estatal de Idaho 7, y abreviada SH 7 (en inglés: Idaho State Highway 7) es una carretera estatal estadounidense ubicada en el estado de Idaho. La carretera inicia en el sur desde la Russell Ridge Road en Lewis-Clearwater hacia el norte en la antigua SH 7     en Orofino. La carretera tiene una longitud de 25,3 km (15.740 mi).

## Mantenimiento
Al igual que las autopistas interestatales, y las rutas federales y el resto de carreteras estatales, la Carretera Estatal de Idaho 7 es administrada y mantenida por el Departamento de Transporte de Idaho por sus siglas en inglés ITD.

## Cruces
La Carretera Estatal de Idaho 7 es atravesada principalmente por la  US 12     en Orofino.